# Barna erdőtalaj

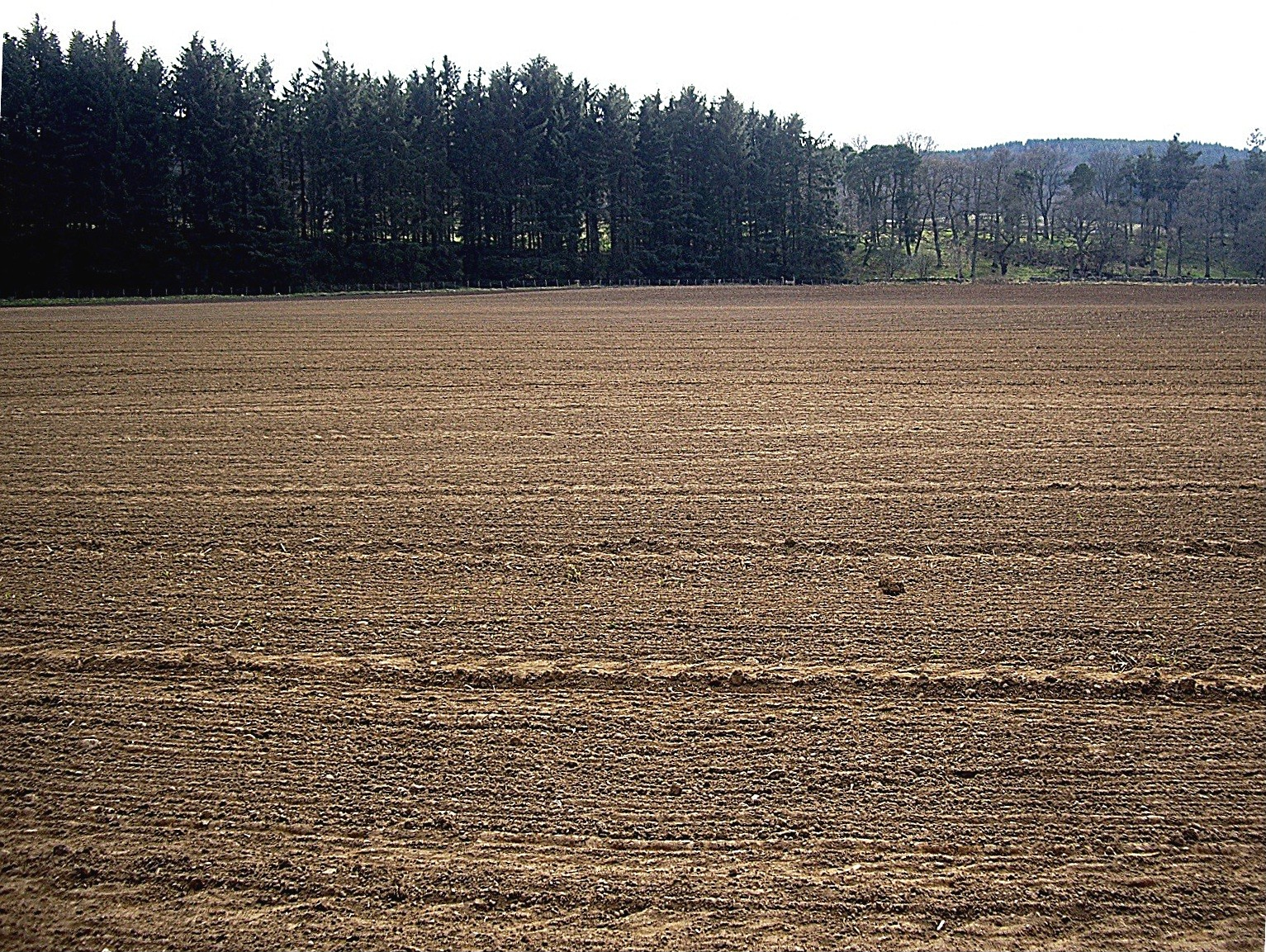
Barna erdőtalaj szántóföld az Egyesült Királyságban

A barna erdőtalaj a valódi mérsékelt övezet lombhullató erdejeinek jellegzetes zonális talajtípusa. Magyarország területének 34,6%-át borítja, elsősorban az Északi és a Dunántúli-középhegységben, valamint a környező dombvidékeken fordul elő. A talajtípus anyagát elsősorban a fák gombák és más mikrobák által lebontott anyaga és az alapkőzet málladékának és törmelékének keveréke alkotja. A különböző biológiai, kémiai és fizikai behatások miatt a barna erdőtalaj szintekre tagolódik, legjellemzőbb folyamatai pedig a kilúgozódás, az elsavanyodás és az agyagosodás. A talajtípus által borított területeket gyakran hasznosítják szántóföldként. A barna erdőtalaj típusok közös jellemzője a humuszban gazdag feltalaj és a savanyú (savas) kémhatás.

## Szintjei

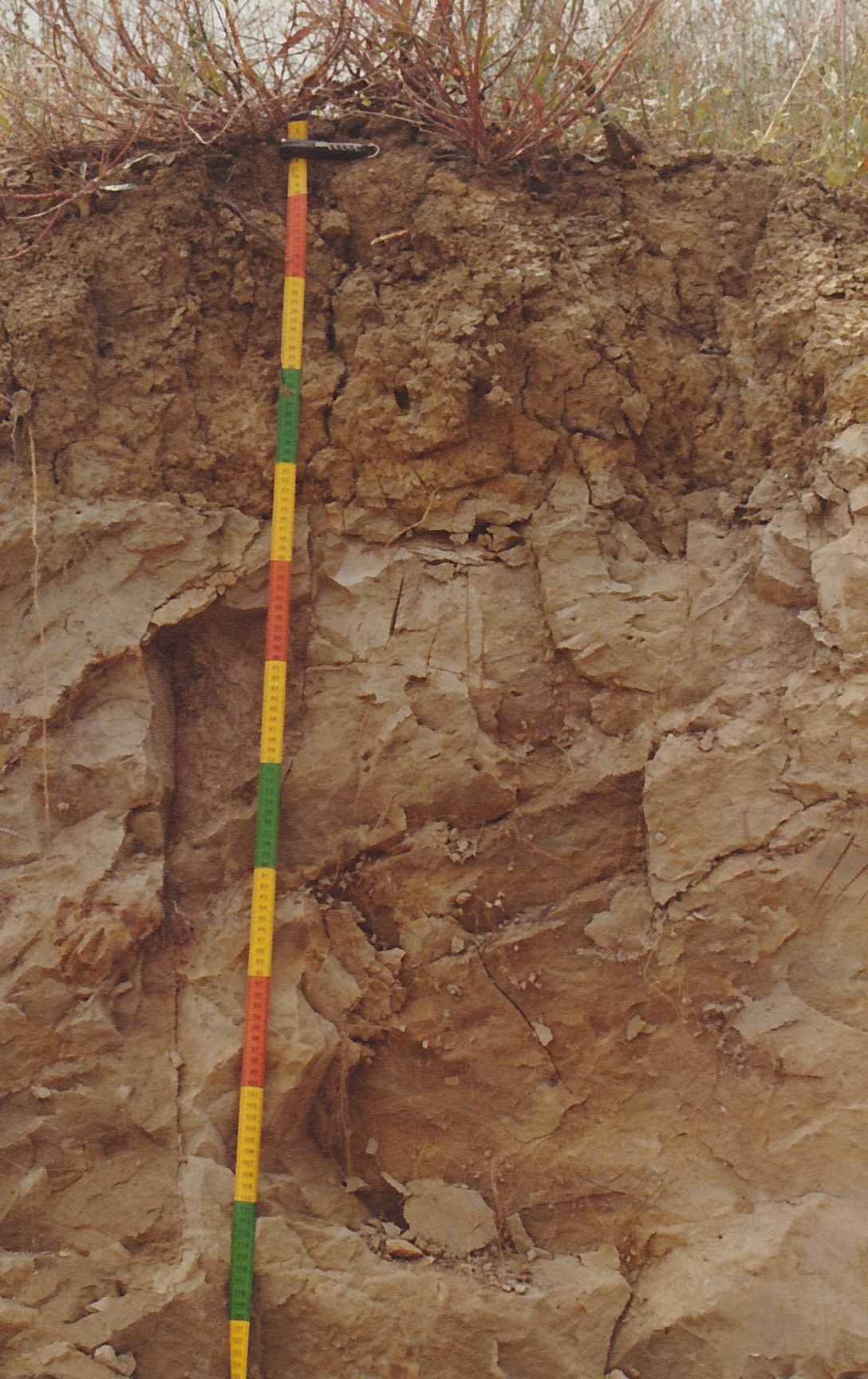
Ramann-féle barna erdőtalaj talajszelvénye Toszkánában

A barna erdőtalaj öt szintre tagozódik. A legfelső, vékony réteg a bomló avarból és ágakból álló „A0”. Ezt követi a barna színű, humuszban gazdag és ásványi részekkel keveredett „A” szint, majd a világosabb árnyalatú, kilúgozott „E”, ez alatt pedig az ismét sötétebb felhalmozódási szint, a „B” található. Legalul a „C” jelzésű alapkőzet helyezkedik el.

## Jellemző folyamatai
A barna erdőtalaj szerkezete és jellemzői állandóan változásban vannak, egyes folyamatok a talaj savanyodását, mások agyagosodását segítik elő. A talaj humusz tartalmának növekedése az évente a vegetáció elpusztult részeiből a talajhoz adódó élettelen biomassza révén következik be, ekkor a lebontást végző mikroorganizmusok savas kémhatást adnak hozzá a talajhoz. Azokon a területeken, ahol elég magas a csapadékmennyiség, jelentős a kilúgozódás szerepe is. A folyamat során a magas pH értékű talajoldatok lefelé, az alsó rétegekbe vándorolnak, ezzel szintén a felső rétegek elsavasítását segítve elő.
Az agyagosodás kialakulásához szükséges a megfelelő agyagásványokat tartalmazó alapkőzet és a mállást segítő éghajlati viszonyok. Szintén ehhez a folyamathoz kapcsolódik az agyagvándorlás fogalma, ennek során elagyagosodott talajdarabok kerülnek az alsóbb rétegekbe, anélkül, hogy ezeknek a tömböknek a felépítése megváltozna. A podzolosodásnak is nevezett agyagszétesés a durva szemcséjű, vagy köves erdőtalajok esetében következik be, ekkor az agyagásványok elemeikre bomlanak, kovavas, vas és alumínium oxihidrátokat hagyva maguk után. Ez a folyamat szintén elősegíti a földréteg savanyúbbá válását.
A homokos alapkőzeten kialakult barna erdőtalaj jellegzetes folyamata a kovárványképződés, ekkor vöröses-barnás színű csíkok alakulnak ki a felhalmozódási szinten. Abban az estben, ha a kilúgozási és a felhalmozódási szint között nagy a vízáteresztő képesség különbsége, glejesedésnek is nevezett redukció jön létre. Ilyenkor időszakosan a két szint határán talajvízréteg jön létre.

## Altípusai
A magyar terminológia nyolc altípusát különbözteti meg a barna erdőtalajnak.

### Agyagbemosódásos barna erdőtalajok (ABET)
A típus leghangsúlyosabb folyamata az agyagvándorlás, a felhalmozódási szintet agyaghártya borítja. A magasabb csapadékmennyiség következtében jelentős a kilúgozódás, így közepes mértékben savas. A barna erdőtalajok közül ez a típus a legelterjedtebb Magyarországon, hazánk területének 15,9%-át borítja, megtalálható az Északi, valamint a Dunántúli-középhegység magasabb részein és a Dunántúli-dombságban is.

### Barnaföldek (Ramann-féle barna erdőtalajok)
A barnaföld jellemzője a magas agyagtartalom minden szinten és a gyenge savasság, esetleg semleges kémhatás. Hazánk területének 9,3%-át borítja, többnyire a csernozjom barna erdőtalajok mellett helyezkedik el.

### Csernozjom barna erdőtalajok
A típus átmenentet képez a csernozjom talajok felé, általában a barna erdőtalajjal borított területek és a feketeföldnek is nevezett csernozjom határán található meg. Jellemző rá a vasas agyagosodás de van egy mélyen található humuszos rétege is. Magyarország területének 4,7%-át borítja, elsősorban a Gödöllői-dombság, a Mátraallja és a Bükkalja alacsonyan fekvő területein található meg.

### Kovárványos barna erdőtalajok
Homokos alapkőzeten alakul ki, leghangsúlyosabb folyamata a kovárványképződés. Magyarországon elsősorban a Nyírségben elterjedt, 2,1%-ot tesz ki országos szinten.

### Pangóvizes (pszeudoglejes) barna erdőtalajok
Az altípus nevét az erőteljes glejesedés miatt pangó talajvízről kapta. Színe szürkés, márványozott. Magyarországon a Dráva mentén fordul elő, az ország 1,8%-át borítja.

### Savanyú, nem podzolos barna erdőtalajok
Azokon az erdős területeken, ahol az aljnövényzet hangákból, vagy áfonyából áll, a talaj extrém mértékben savassá válik. Jelentős az agyagosodás is, valamint jellemző a nem lebomlott növényi anyagok jelenléte. Az ország 0,4%-át borítja, elsősorban a Bükkben található meg.

### Podzolos barna erdőtalajok
Erőteljes az agyagszétesés (podzolosodás), a létrejött kovasav a felszín közelében marad, míg a vas és az alumínium rozsdavörös rétegben halmozódik föl alul. Hazánkban nem fordul elő.

### Karbonátmaradványos barna erdőtalajok
Ez az altípus Magyarországon nem található meg, száraz éghajlatú területek mészkő, vagy dolomit alapkőzetein alakul ki. (Magyarországon a dolomit és mészkőhegységekben helyette rendzina talaj alakul ki). Fontos jellemzője, hogy a kevés csapadék miatt gyenge a kilúgozódási folyamat, így erősen humuszos és kevéssé savas.

## Jellemző növényzete

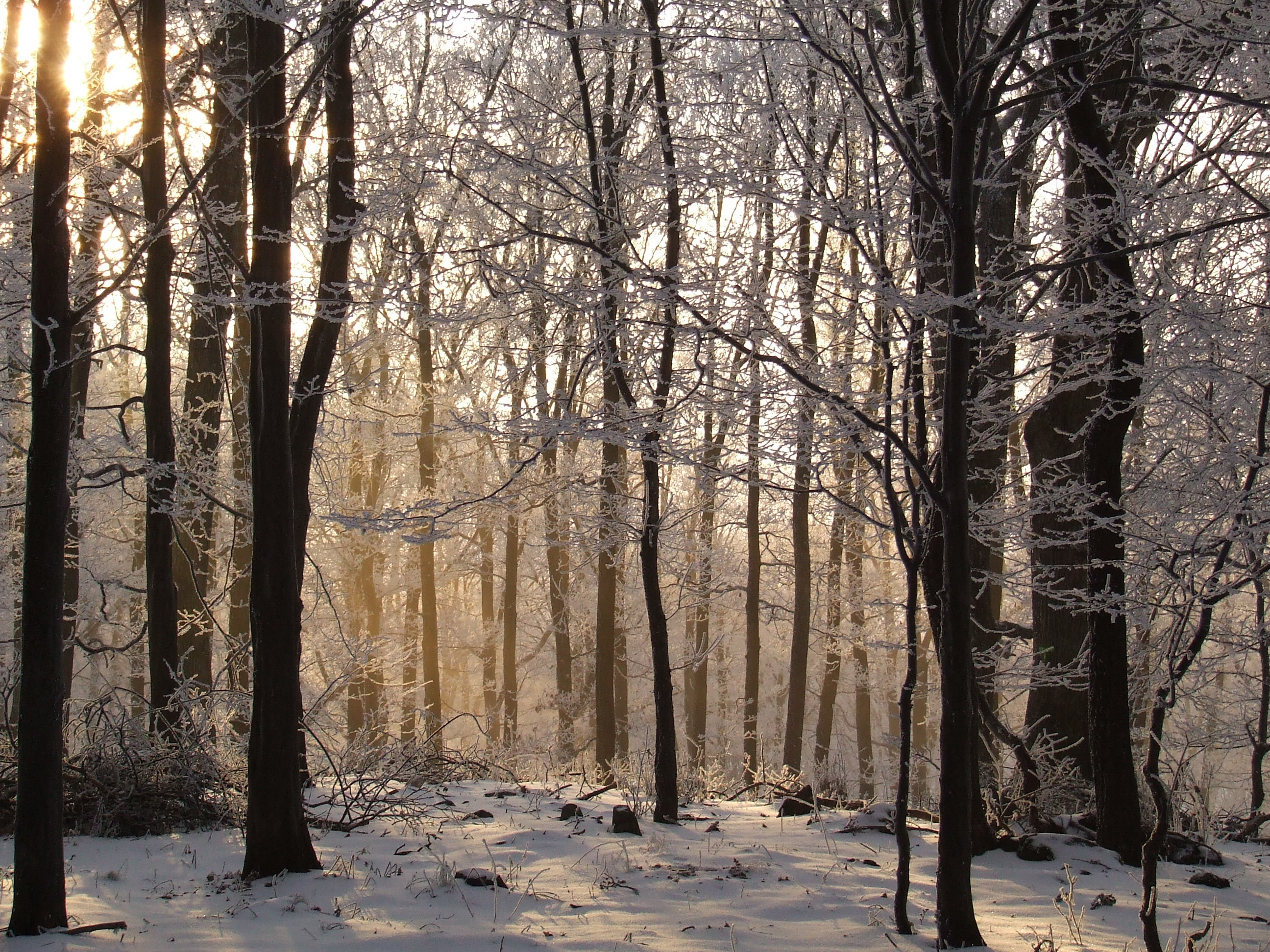
A Mátra bükköseinek talaja barna erdőtalaj, legnagyobb részt agyagbemosódásos barna erdőtalaj (ABET)

A barna erdőtalaj természetes növényzetét a lombhullató erdőségek alkotják, Magyarországon alapvetően a cseres-tölgyes, a gyertyános-tölgyes és a bükkös növénytársulások dominálják. Az aljnövényzet jellemzően cserjés, vagy hangás.

## Mezőgazdasági hasznosítása
Legfontosabb gazdasági hasznosítási formája az erdőgazdálkodás, de több helyen a földművelésbe is bevonják. A legtöbb barna erdőtalaj típus jó vízgazdálkodású és könnyen művelhető, így a kivágott erdők helyén gyakran szántóföldeket alakítanak ki. A savanyúságra érzékeny növényeknek nem ajánlott, de a kukorica, az őszi búza, a zab, a napraforgó és a szója is megterem rajta.